# 宮城県の市町村章一覧
宮城県の市町村章一覧（みやぎけんのしちょうそんしょういちらん）は、宮城県内の市町村に制定されている、あるいは制定されていた市町村章の一覧である。なお、一覧の順序は全国地方公共団体コード順による。廃止された市町村章は廃止日から順に掲載している。

## 市部
| 市       | 市章 | 由来                                             | 制定日         | 備考                                                                      |
| -------- | ---- | ------------------------------------------------ | -------------- | ------------------------------------------------------------------------- |
| 仙台市   |      | 伊達氏の紋章の竪引両で「仙」を図案化したもの     | 1933年9月5日   | 2代目の市章である                                                         |
| 石巻市   |      | 「石」を図案化し、月・星・太陽を組み合わせたもの | 2005年4月1日   | 1934年4月10日の旧市制時に制定され、新市制施行後に継承される               |
| 塩竈市   |      | 黒潮の波と太陽（朝日）を表したもの               | 1942年4月1日   |                                                                           |
| 気仙沼市 |      | 「け」を基に太平洋の海と大地を表したもの         | 2006年3月31日  | 色は青色と緑色が指定されている 2代目の市章である。                        |
| 白石市   |      | 片倉公の黒釣鐘に「白」を配したもの               | 1954年10月26日 |                                                                           |
| 名取市   |      | 「名」を図案化したもの                           | 1959年10月1日  |                                                                           |
| 角田市   |      | 「カ」を図案化し、その中に双葉を配したもの       | 1959年1月1日   | 色は緑色が指定されている                                                  |
| 多賀城市 |      | 「多」を円形かつ平行線にして図案化したもの       | 1969年1月10日  | 色は緑色が指定されている 多賀城町章として制定され、市制施行後に継承される |
| 岩沼市   |      | 「岩」を図案化したもの                           | 1960年12月18日 | 岩沼町章として制定され、市制施行後に継承される                            |
| 登米市   |      | 「と」を図案化したもの                           | 2005年11月1日  |                                                                           |
| 栗原市   |      | クリを栗駒山・米の形に図案化したもの             | 2005年9月15日  |                                                                           |
| 東松島市 |      | 「東」を象ったもの                               | 2005年7月28日  | 色は青色・赤色・緑色が指定されている                                      |
| 大崎市   |      | 「お」を図案化したもの                           | 2006年3月31日  | 外側は緑色・内側は薄黄色が指定されている                                  |
| 富谷市   |      | 「と」と「円」を組み合わせて図案化したもの       | 1966年8月1日   |                                                                           |

## 町村部
| 郡     | 町村     | 町村章 | 由来                                                               | 制定日         | 備考                                                                           |
| ------ | -------- | ------ | ------------------------------------------------------------------ | -------------- | ------------------------------------------------------------------------------ |
| 刈田郡 | 蔵王町   |        | 「ざ」を蔵王連峰とモモの形に図案化したもの                         | 1959年3月17日  |                                                                                |
| 刈田郡 | 七ヶ宿町 |        | 「七」をヤマバトの形にして羽ばたくように図案化したもの             | 1966年9月      |                                                                                |
| 柴田郡 | 大河原町 |        | 「大」を単純明快に図案化したもの                                   | 1972年9月12日  |                                                                                |
| 柴田郡 | 村田町   |        | 「む」を図案化したもの                                             | 1961年5月16日  |                                                                                |
| 柴田郡 | 柴田町   |        | 「柴田」を図案化したもの                                           | 1961年12月20日 |                                                                                |
| 柴田郡 | 川崎町   |        | 「川」を三重丸で円形にして表し、「崎」を配したもの                 | 1964年7月1日   |                                                                                |
| 伊具郡 | 丸森町   |        | 「マル」を図案化したもの                                           | 1959年9月8日   |                                                                                |
| 亘理郡 | 亘理町   |        | 「ワ」を図案化したもの                                             | 1971年10月2日  |                                                                                |
| 亘理郡 | 山元町   |        | 「山元」を円形に図案化したもの                                     | 1964年11月3日  |                                                                                |
| 宮城郡 | 松島町   |        | 「まつしま」を波の形に図案化したもの                               | 1963年12月16日 |                                                                                |
| 宮城郡 | 七ヶ浜町 |        | 「七」を図案化したもの。                                           | 1959年1月1日   | 七ヶ浜村章として制定され、町制施行後に継承される                               |
| 宮城郡 | 利府町   |        | 「リフ」を若い芽にして図案化したもの                               | 1975年3月10日  |                                                                                |
| 黒川郡 | 大和町   |        | 「T」を図案化したもの                                              | 1975年8月1日   |                                                                                |
| 黒川郡 | 大郷町   |        | 円の上に星を置き、「郷」を配したもの                               | 1967年4月24日  |                                                                                |
| 黒川郡 | 大衡村   |        | 「大」を三角形の形に意匠化したもの                                 | 1968年9月1日   |                                                                                |
| 加美郡 | 色麻町   |        | 「色」を図案化したもので、三枚のイチョウと三つの剣と鏃を表したもの | 1978年3月10日  | 色麻村章として制定され、町制施行後の1978年4月1日に再制定される                 |
| 加美郡 | 加美町   |        | 「か」・「ミ」を一体的に図案化したもの                             | 2003年9月1日   |                                                                                |
| 遠田郡 | 涌谷町   |        | 「ワク」を図案化したもの                                           | 1958年9月      | 色は地色は暗青紫で外側の輪は銀色・内側は金色・「ワ」はいぶし金が指定されている |
| 遠田郡 | 美里町   |        | 「み」を図案化したもの                                             | 2006年7月29日  |                                                                                |
| 牡鹿郡 | 女川町   |        | 輪郭は太平洋の波涛を表し、内側は魚の姿を「女」に図案化したもの     | 1956年4月21日  |                                                                                |
| 本吉郡 | 南三陸町 |        | 「南三」を波の形に図案化したもの                                   | 2006年4月3日   | 色は原則として青色・緑色・橙色が指定されているが、単色の使用も可能である       |

## 廃止された市町村章
| 市郡     | 市町     | 市町村章 | 由来                                                                                               | 制定日         | 廃止日        | 備考                                                                       |
| -------- | -------- | -------- | -------------------------------------------------------------------------------------------------- | -------------- | ------------- | -------------------------------------------------------------------------- |
| 仙台市   |          |          | 「仙」の字を囲っているもの                                                                         | 1901年7月17日  | 1933年9月5日  | 初代の市章である                                                           |
| 桃生郡   | 北上町   |          | 不明                                                                                               | 不明           | 1982年12月    | 初代の町章である                                                           |
| 宮城郡   | 宮城町   |          | 「み」を形どったもの                                                                               | 1966年11月3日  | 1987年11月1日 |                                                                            |
| 泉市     |          |          | 「い」を飛行機のプロペラを回転しているように図案化したもの                                         | 1971年6月21日  | 1988年3月1日  | 泉町章として制定され、1971年6月23日に告示され、市制施行後に継承された      |
| 名取郡   | 秋保町   |          | 「ア」をハトの形にもじって図案化したもの                                                           | 1968年1月1日   | 1988年3月1日  |                                                                            |
| 加美郡   | 中新田町 |          | 「中新田」を円形にして図案化したもの                                                               | 1955年1月31日  | 2003年4月1日  |                                                                            |
| 加美郡   | 小野田町 |          | 「お」を円形にして図案化したもの                                                                   | 1966年3月1日   | 2003年4月1日  |                                                                            |
| 加美郡   | 宮崎町   |          | 「み」を二つの円にして図案化したもの                                                               | 1964年10月29日 | 2003年4月1日  |                                                                            |
| 栗原郡   | 築館町   |          | 「ツキ」で組み合わせて図案化したもの                                                               | 1960年3月15日  | 2005年4月1日  |                                                                            |
| 栗原郡   | 若柳町   |          | 「わ」を円形に図案化したもの                                                                       | 1964年12月25日 | 2005年4月1日  |                                                                            |
| 栗原郡   | 栗駒町   |          | 「クリコマ」を図案化し、左半分を「クリ」・右半分を「コマ」としたもの                               | 1958年4月1日   | 2005年4月1日  |                                                                            |
| 栗原郡   | 高清水町 |          | 「清水」を円形にして図案化したもの                                                                 | 1963年12月28日 | 2005年4月1日  |                                                                            |
| 栗原郡   | 一迫町   |          | 「いち」を図案化したもの                                                                           | 1965年4月1日   | 2005年4月1日  |                                                                            |
| 栗原郡   | 瀬峰町   |          | 「セ」を円形に図案化したもの                                                                       | 1964年4月      | 2005年4月1日  |                                                                            |
| 栗原郡   | 鶯沢町   |          | ウグイスが羽を伸ばし、飛び出す姿を図案化したもの                                                   | 1958年12月25日 | 2005年4月1日  |                                                                            |
| 栗原郡   | 金成町   |          | 「カ」を円形かつ斜めに図案化したもの                                                               | 1965年9月30日  | 2005年4月1日  |                                                                            |
| 栗原郡   | 志波姫町 |          | 「シ」を図案化したもの                                                                             | 1963年4月6日   | 2005年4月1日  | 志波姫村章として制定され、町制施行後に継承される                           |
| 栗原郡   | 花山村   |          | 「ハナ」を図案化し、「山」を表したもの                                                             | 1968年9月27日  | 2005年4月1日  |                                                                            |
| 登米郡   | 迫町     |          | 「迫」を翼型にして図案化したもの                                                                   | 1961年1月1日   | 2005年4月1日  |                                                                            |
| 登米郡   | 登米町   |          | ｢と｣を鳩の形にしたもの                                                                             | 1965年1月8日   | 2005年4月1日  |                                                                            |
| 登米郡   | 東和町   |          | 「とう」を丸く図案化したもの                                                                       | 1962年5月23日  | 2005年4月1日  |                                                                            |
| 登米郡   | 中田町   |          | 「ナカ田」を円形に図案化したもの                                                                   | 1961年3月15日  | 2005年4月1日  |                                                                            |
| 登米郡   | 豊里町   |          | 「とヨ」を図案化し、左に「と」右に「ヨ」を組み合わせたもの                                         | 1968年11月3日  | 2005年4月1日  |                                                                            |
| 登米郡   | 米山町   |          | 「米山」を図案化したもの                                                                           | 1965年10月1日  | 2005年4月1日  |                                                                            |
| 登米郡   | 石越町   |          | 「イ」を図案化したもの                                                                             | 1967年3月      | 2005年4月1日  |                                                                            |
| 登米郡   | 南方町   |          | ｢南｣を図案化し、鳥を形どったもの                                                                   | 1964年4月1日   | 2005年4月1日  |                                                                            |
| 本吉郡   | 津山町   |          | 「ツ山」を図案化したもの                                                                           | 1964年11月3日  | 2005年4月1日  |                                                                            |
| 牡鹿郡   | 牡鹿町   |          | 「牡」を力強く図案化したもの                                                                       | 1967年6月5日   | 2005年4月1日  |                                                                            |
| 桃生郡   | 雄勝町   |          | 「オ」を波頭の形に図案化したもの                                                                   | 1964年10月     | 2005年4月1日  |                                                                            |
| 桃生郡   | 河北町   |          | 「河」を円形かつ両翼にして図案化したもの                                                           | 1965年11月3日  | 2005年4月1日  |                                                                            |
| 桃生郡   | 河南町   |          | 「カナン」を図案化したもの                                                                         | 1961年4月1日   | 2005年4月1日  |                                                                            |
| 桃生郡   | 北上町   |          | 「北上」を図案化し、中央部は「北」・円形は「上」を表したもの                                       | 1982年12月20日 | 2005年4月1日  | 2代目の町章である                                                          |
| 桃生郡   | 桃生町   |          | 「も」を両翼の形にして図案化したもの                                                               | 1965年3月3日   | 2005年4月1日  | 色は緑色が原則として指定されている                                         |
| 桃生郡   | 矢本町   |          | 「ヤ」を円形に図案化したもの                                                                       | 1965年5月3日   | 2005年4月1日  |                                                                            |
| 桃生郡   | 鳴瀬町   |          | 「な」を円形かつ両翼にして図案化したもの                                                           | 1965年3月20日  | 2005年4月1日  |                                                                            |
| 本吉郡   | 志津川町 |          | 下半分が「し」・上半分が「つ」・中側が「川」を図案化したもの                                       | 1965年3月1日   | 2005年10月1日 | 色は水色が指定されている                                                   |
| 本吉郡   | 歌津町   |          | 「ウ」を原型にして中心部は「山」・「海」を表し、図案化したもの                                     | 1968年10月     | 2005年10月1日 |                                                                            |
| 遠田郡   | 小牛田町 |          | 「小」をタンチョウが翼を広げるように図案化したもの                                                 | 1955年1月1日   | 2006年1月1日  |                                                                            |
| 遠田郡   | 南郷町   |          | 「な」を円形に図案化したもの                                                                       | 1962年10月1日  | 2006年1月1日  |                                                                            |
| 古川市   |          |          | 「古川」を図案化したもの                                                                           | 1953年6月17日  | 2006年3月31日 |                                                                            |
| 志田郡   | 松山町   |          | 「マ」を円形に図案化したもの                                                                       | 1964年11月9日  | 2006年3月31日 |                                                                            |
| 志田郡   | 三本木町 |          | 「さ」を円形に図案化したもの                                                                       | 1965年11月2日  | 2006年3月31日 |                                                                            |
| 志田郡   | 鹿島台町 |          | 「か」を両翼に図案化したもの                                                                       | 1965年3月20日  | 2006年3月31日 |                                                                            |
| 玉造郡   | 岩出山町 |          | ｢いわ｣を図案化したもので、全体の形は｢出｣と｢山｣の字を兼ねている                                     | 1962年12月1日  | 2006年3月31日 |                                                                            |
| 玉造郡   | 鳴子町   |          | 「N」を伸びやかに表したもの                                                                        | 1963年9月19日  | 2006年3月31日 |                                                                            |
| 遠田郡   | 田尻町   |          | 「た」を円形に図案化したもの                                                                       | 1968年2月11日  | 2006年3月31日 |                                                                            |
| 気仙沼市 |          |          | 鼎の脚のように突き出している地形を図案化したもの                                                   | 1953年7月13日  | 2006年3月31日 | 気仙沼町制時の1937年2月に制定され、市制施行後に継承される 初代の市章である |
| 本吉郡   | 唐桑町   |          | 「カラクワ」を図案化したもの                                                                       | 1963年2月9日   | 2006年3月31日 |                                                                            |
| 本吉郡   | 本吉町   |          | 「本」を抽象化したものであり、「本」の変化と統一を考えて全体の円形の中にアクセントを付けているもの | 1960年12月3日  | 2009年9月1日  |                                                                            |

### 書籍
- 小学館辞典編集部 編『図典 日本の市町村章』（初版第1刷）小学館、2007年1月10日。ISBN 4095263113。
- 近藤春夫『都市の紋章 : 一名・自治体の徽章』行水社、1915年。NDLJP:955061
- 中川幸也『シリーズ人間とシンボル第2号「都市の旗と紋章」』中川ケミカル、1987年10月11日。
- 丹羽基二『日本の市章 （東日本）』保育社、1984年4月5日。
- 望月政治『都章道章府章県章市章のすべて』日本出版貿易株式会社、1973年7月7日。
- NHK情報ネットワーク『NHKふるさとデータブック2 [東北]』日本放送協会、1992年4月1日。

### 自治体書籍
- 泉市役所『泉市例規集』宮城県泉市。
- 宮城町役場『宮城町例規集』宮城県宮城郡宮城町。
- 宮城町『みやぎ町勢要覧 1986』宮城県宮城郡宮城町、1986年。
- 秋保町『秋保町勢要覧 1983』宮城県名取郡秋保町、1983年。
- 中新田町役場『中新田町例規集』宮城県加美郡中新田町。
- 小野田町役場『小野田町例規集』宮城県加美郡小野田町。
- 宮崎町役場『宮崎町例規集』宮城県加美郡宮崎町。